# Lampria scapularis
Lampria scapularis är en tvåvingeart som beskrevs av Jacques-Marie-Frangile Bigot 1878. Lampria scapularis ingår i släktet Lampria och familjen rovflugor. Inga underarter finns listade i Catalogue of Life.